# Acontia phaenna
Acontia phaenna là một loài bướm đêm trong họ Noctuidae.